# 北北基宜

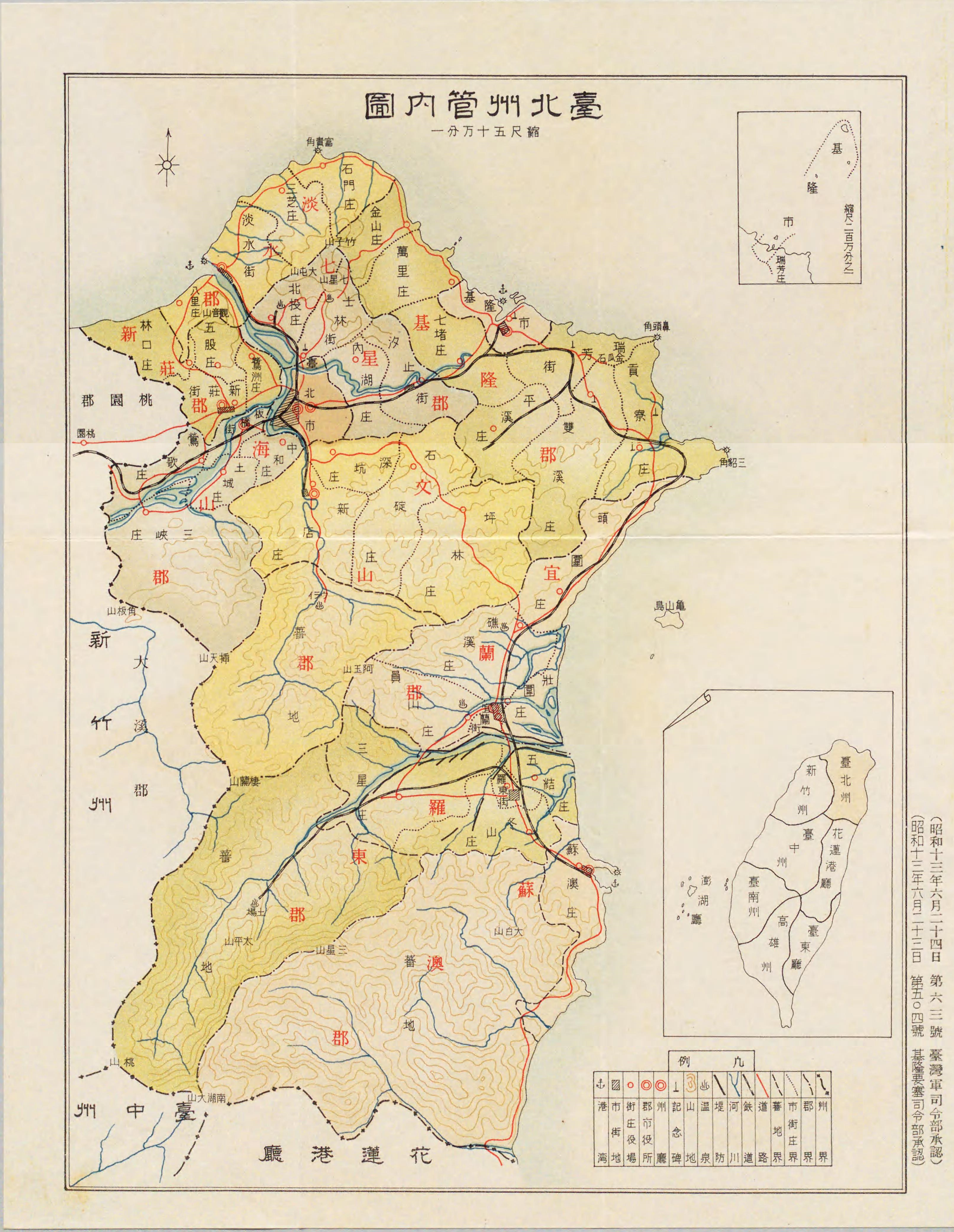
北北基宜過去同屬單一行政區臺北州

北北基宜或簡稱北基宜，是臺灣北部新北市、臺北市、基隆市、宜蘭縣等4縣市的合稱，範圍與臺灣日治時期臺北州的轄域相同。其亦包含基隆北海岸（東北角）等地區，臺灣本島的最北端與最東端即位於此。地形以山地、盆地、平原為主。
到2017年7月止，北北基宜的人口數為7,500,518人，總面積4600.75平方公里。

## 外部連結
- 內政部統計月報1.9縣市現住人口